# Droga wojewódzka 945
Droga wojewódzka 945 (DW945) je silnice nacházející se ve Slezském vojvodství v okrese Żywiec v jižním Polsku. Její délka je 23 km a spojuje Żywiec se státní hranicí Slovenska.
Začíná na jihu města Żywiec z křižovatky s rychlostní silnicí S69 (S1) a končí na hraničním přechodu Korbielów–Oravská Polhora, kde navazuje na silnici I. třídy 78 (Oravská Polhora–Oravský Podzámok).

## Sídla ležící na trase silnice
- Żywiec (DW946)
- Świnna
- Pewel Mała
- Jeleśnia
- Krzyżowa
- Korbielów
- státní hranice: Korbielów–Oravská Polhora (Slovensko).